# Hedy Schlunegger
Hedwig "Hedy" Schlunegger, född 10 mars 1923 i Wengen, död 3 juli 2003 i Grindelwald, var en idrottare från Schweiz som tävlade i alpin skidåkning.
Schlunegger vann störtloppet vid de olympiska vinterspelen 1948 i St. Moritz som även räknades som Världsmästerskapen i alpin skidsport 1948.
Mellan 1942 och 1947 vann hon dessutom fyra andra störtlopp samt en kombination vid tävlingar i Schweiz.